# Gymnosomatida
Gymnosomatida är en ordning av snäckor. Gymnosomatida ingår i klassen snäckor, fylumet blötdjur och riket djur.
Ordningen innehåller bara familjen Clionidae.